# Dieumerci Mbokani
Dieudonné "Dieumerci" Mbokani Bezua (født 22. november 1985 i Kinshasa) er en professionel congolesisk fodboldspiller, der spiller som et center-forward for FC Dynamo Kiev.
Han har tidligere spillet for Anderlecht, VfL Wolfsburg, Monaco, Standard Liège og TP Mazembe.